# Keriorrea

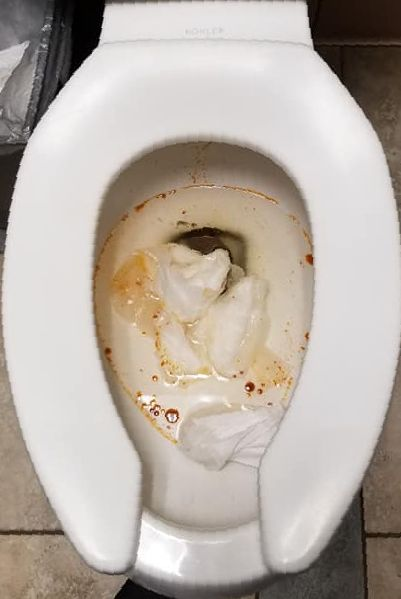
Keriorrea en el inodoro. Se observan múltiples gotas de material aceitoso y maloliente

Se conoce como keriorrea a un conjunto de síntomas digestivos, principalmente diarrea,  provocados por la ingesta de determinados peces, principalmente el Lepidocybium flavobrunneum (escolar negro) y Ruvettus pretiosus (escolar calvo). Estos peces se designan en ocasiones como pez mantequilla, sin embargo es preciso tener en cuenta que con el nombre de pez mantequilla se conocen popularmente diferentes especies de peces, la mayor parte de las cuales no ocasionan keriorrea.

## Descripción
La keriorrea es en realidad una intoxicación por ésteres cerosos que se encuentran en altas concentraciones en el Lepidocybium flavobrunneum. El ser humano no dispone en su aparato digestivo de las enzimas necesarias para la degradación de esta sustancia, por lo que cuando se ingieren, se expulsan sin degradar a través del tubo digestivo, provocando como síntoma principal diarrea líquida de aspecto característicamente oleoso, similar al aceite, y color anaranjado. La intensidad de los síntomas depende de la cantidad de pescado ingerido, pero generalmente los efectos no son graves y ceden espontáneamente. No suele existir sangrado, fiebre, dolor abdominal ni otros síntomas acompañantes.